# Calle de los Vargas
La calle de los Vargas es una vía pública de la ciudad española de Segovia.

## Descripción
La vía, de la que a comienzos del siglo XX se decía que era «solo un camino con algunos árboles y piedras», discurre desde la plaza de San Lorenzo hasta llegar a una rotonda en la que confluye con la avenida de la Vía Roma, la calle de San Gabriel y el camino de la Presa. Debe su nombre a Marcos y Ventura Vargas, industriales que regentaron la fábrica de loza La Segoviana. Aparece descrita en Las calles de Segovia (1918) de Mariano Sáez y Romero con las siguientes palabras:

Vargas.—Desde la plazuela de San Lorenzo sale a la carretera de Boceguillas a la entrada de la fábrica de loza. Es recuerdo a D. Marcos y D. Ventura Vargas, entendidos industriales, continuadores de la explotación de la fábrica de loza allí inmediata, que estableciera D. Melitón Martín, que han puesto esta industria a la altura de otras similares y han contribuído al beneficio de Segovia, sosteniendo siempre un gran número de operarios ocupados en las distintas labores de la fabricación de loza. La calle es solo un camino con algunos árboles y piedras.
(Sáez y Romero, 1918, p. 189)